# Torneio dos Campeões
El Torneo de Campeones (en portugués Torneio dos Campeões), fue un torneo oficial de fútbol de Brasil, organizado por la Confederação Brasileira de Futebol; con un modelo similar a los antiguos torneos nacionales como la Copa de Campeones de 1978, se disputó en junio de 1982 y tuvo como campeón fue el América F.C de Río de Janeiro.
En el torneo intervinieron 18 Clubes, todos los campeones y subcampeones de competiciones nacionais oficiales ya disputadas en Brasil el (Campeonato Brasileiro y el Torneo Rio-São Paulo), el América do Rio 18º clasificado del ranking CBF y el Santa Cruz Futebol Clube, 19º del mismo ranking, participaron en substitución del Clube de Regatas do Flamengo, que prefirió hacer una gira por el exterior.

## Forma de disputa
En la primera y segunda fase, los clubes fueron divididos en cuatro grupos, dos con cinco y dos con cuatro, en sistema de ida e vuelta, clasificándose los ganadores de cada grupo en cada una de las fases a cuartos de final. Posteriormente el torneo se desarrolló mediante Play Off hasta definir los finalistas.

## Participantes
| América do Río (Río de Janeiro)   |  | 18º Ranking CBF |
| Atlético Mineiro (Belo Horizonte) |  | Campeón Brasileño de 1971. |
| Bahia (Bahia)                     |  | Campeón Taça Brasil de 1963 |
| Botafogo (Río de Janeiro)         |  | Campeón Rio-São Paulo en 1962, 1964, 1966 Campeón Taça Brasil de 1968                                                                          |
| Corinthians (São Paulo)           |  | Campeón Rio-São Paulo en 1950, 1953, 1954 y 1966                                                                                               |
| Cruzeiro (Belo Horizonte)         |  | Campeón Taça Brasil en 1966 |
| Fluminense (Río de Janeiro)       |  | Campeón Rio-São Paulo en 1957, 1960 Campeón Taça de Plata en 1970                                                                              |
| Fortaleza (Ceará)                 |  | Subampeón Taça Brasil 1960 e 1968 |
| Grêmio (Rio Grande do Sul)        |  | Campeón Brasileño de 1981. |
| Guarani (São Paulo)               |  | Campeón Brasileño de 1978. |
| Internacional (Rio Grande do Sul) |  | Campeón Brasileño de 1975, 1976 y 1979. |
| Náutico (Pernambuco)              |  | Subampeón Taça Brasil 1967 |
| Palmeiras (São Paulo)             |  | Campeón Rio-São Paulo en 1951 y 1965 Campeón Taça Brasil en 1960 y 1967 Campeón Taça de Plata en 1967 y 1969 Campeón Brasileño de 1972 y 1973. |
| Portuguesa (São Paulo)            |  | Campeón Rio-São Paulo en 1952 y 1965. |
| Santos (São Paulo)                |  | Campeón Rio-São Paulo en 1959, 1963, 1964 y 1966 Campeón Taça Brasil en 1961, 1962, 1963, 1964 y 1965 Campeón Taça de Plata en 1968.           |
| Santa Cruz (Pernambuco)           |  | 19º Ranking CBF. |
| São Paulo (São Paulo)             |  | Campeón Brasileño de 1977 |
| Vasco da Gama (Río de Janeiro)    |  | Campeón Rio-São Paulo en 1958 y 1966 Campeón Brasileño de 1974.                                                                                |

## Segunda fase
|  | Cuartos de final       | Cuartos de final       |                |               | Semifinales            | Semifinales            |  |            | Final                    | Final                    |  |
|  | 2 y 3 de junio de 1982 | 2 y 3 de junio de 1982 |                |               | 6 y 8 de junio de 1982 | 6 y 8 de junio de 1982 |  |            | 10 y 12 de junio de 1982 | 10 y 12 de junio de 1982 |  |
|  |                        |                        |                |               |                        |                        |  |            |                          |                          |  |
|  |                        |                        |                |               |                        |                        |  |            |                          |                          |  |
|  | Atlético Mineiro       | 0                      |                |               |                        |                        |  |            |                          |                          |  |
|  | Atlético Mineiro       | 0                      |                |               |                        |                        |  |            |                          |                          |  |
|  | América-RJ             | 1                      |                |               |                        |                        |  |            |                          |                          |  |
|  | América-RJ             | 1                      |                | América-RJ(4) | 1                      |                        |  |            |                          |                          |  |
|  |                        |                        |                | América-RJ(4) | 1                      |                        |  |            |                          |                          |  |
|  |                        |                        | Portuguesa (3) | 1             |                        |                        |  |            |                          |                          |  |
|  | Fluminense             | 0                      | Portuguesa (3) | 1             |                        |                        |  |            |                          |                          |  |
|  | Fluminense             | 0                      |                |               |                        |                        |  |            |                          |                          |  |
|  | Portuguesa             | 3                      |                |               |                        |                        |  |            |                          |                          |  |
|  | Portuguesa             | 3                      |                |               |                        |                        |  | América-RJ | 1-2                      |                          |  |
|  |                        |                        |                |               |                        |                        |  | América-RJ | 1-2                      |                          |  |
|  |                        |                        | Guarani        | 1-1           |                        |                        |  |            |                          |                          |  |
|  | Internacional          | 2                      | Guarani        | 1-1           |                        |                        |  |            |                          |                          |  |
|  | Internacional          | 2                      |                |               |                        |                        |  |            |                          |                          |  |
|  | Bahia                  | 3                      |                |               |                        |                        |  |            |                          |                          |  |
|  | Bahia                  | 3                      |                | Bahia         | 0                      |                        |  |            |                          |                          |  |
|  |                        |                        |                | Bahia         | 0                      |                        |  |            |                          |                          |  |
|  |                        |                        | Guarani        | 1             |                        |                        |  |            |                          |                          |  |
|  | São Paulo              | 0                      | Guarani        | 1             |                        |                        |  |            |                          |                          |  |
|  | São Paulo              | 0                      |                |               |                        |                        |  |            |                          |                          |  |
|  | Guarani                | 1                      |                |               |                        |                        |  |            |                          |                          |  |
|  | Guarani                | 1                      |                |               |                        |                        |  |            |                          |                          |  |
|  |                        |                        |                |               |                        |                        |  |            |                          |                          |  |

## Finales
| 10 de junio de 1982 | Guarani     | 1:1' | América-RJ | Estádio Brinco de Ouro da Princesa, Campinas                                     |                                                                                  |
|                     | Marcelo 56' |      | Elói 71'   | Asistencia: 8.103 espectadores Árbitro(s): Maurílio José Santiago (Minas Gerais) | Asistencia: 8.103 espectadores Árbitro(s): Maurílio José Santiago (Minas Gerais) |

| 12 de junio de 1982 | América-RJ                            | 2:1 (1-1) | Guarani  | Estadio Maracaná, Río de Janeiro                                                    |                                                                                     |
|                     | Moreno 13' Gilson Gênio 115' Prórroga |           | Elói 71' | Asistencia: 11.329 espectadores Árbitro(s): Carlos Rosa Martins (Rio Grande do Sul) | Asistencia: 11.329 espectadores Árbitro(s): Carlos Rosa Martins (Rio Grande do Sul) |

| Río de Janeiro                |
| Campeón América Football Club |